# Béla Károlyi
Béla Károlyi (n. 13 septembrie 1942, Cluj, România – d. 15 noiembrie 2024, Indiana, SUA) a fost un antrenor român de etnie maghiară și american de gimnastică artistică. A devenit celebru ca antrenor al multiplei campioane olimpice Nadia Comăneci. La Jocurile Olimpice din 1980 a fost antrenorul lotului olimpic de gimnastică al României, cu care a obținut două medalii de aur (Comăneci), trei de argint (Comăneci, Eberle, echipe) și două de bronz (Rühn). În anul 1981 a rămas împreună cu Márta Károlyi, soția sa și coantrenoarea lotului olimpic de gimnastică feminină al României, în Statele Unite ale Americii. Aici, cei doi au devenit antrenorii lotului feminin de gimnastică artistică al Statelor Unite și au transformat această echipă în cea mai puternică a lumii.

## Cariera de antrenor
Károlyi s-a născut în Cluj. Abil ca sportiv, a devenit campion național de box juniori și membru al echipei României de aruncare a ciocanului. S-a înscris la Colegiul de Educație Fizică din România, studiind și practicând gimnastica. În ultimul an la facultate, Károlyi a antrenat echipa feminină de gimnastică, a cărei vedetă a fost Márta Erőss. Ulterior, au început o relație și s-au căsătorit în 1963.
Károlyi a debutat ca antrenor internațional în 1974. La Jocurile Olimpice de vară din 1976 de la Montreal, a fost antrenorul principal al lotului României. Echipa a luat medalia de argint, iar Nadia Comăneci a fost una dintre marile vedete ale Jocurilor, obținând primul 10 perfect în competiția olimpică. În total, au fost câștigate șapte medalii la Montreal: trei de aur, două de argint și două de bronz.

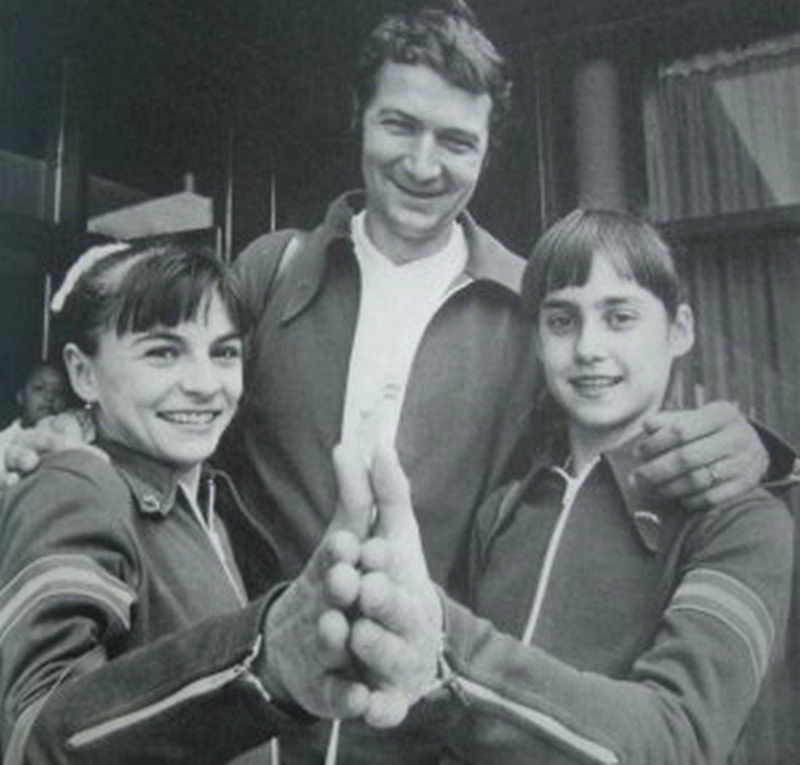
Teodora Ungureanu, Béla Károlyi și Nadia Comăneci

A fost antrenor al României și la Jocurile Olimpice de vară din 1980 de la Moscova.

### Emigrarea în Statele Unite
În timpul unui turneu de gimnastică din 1981, familia Károlyi și coregraful echipei române Géza Pozsár au cerut azil politic în Statele Unite, lăsând temporar pe fiica lor, Andrea, în vârstă de șapte ani, la rude în România. S-au stabilit în Texas. Aici un grup de oameni de afaceri i-au invitat pe soții Károlyi să se alăture unei afaceri în gimnastică. Astfel familia Károlyi s-a mutat la Houston. Statutul lui Károlyi de „antrenorul Nadiei” a atras rapid gimnastele în clubul său. La Jocurile Olimpice de vară din 1984 de la Los Angeles Béla Károlyi a participat ca antrenor individual al lui Mary Lou Retton care a câștigat aurul olimpic în concursul individual-compus și alte patru medalii, două de argint și două de bronz. A fost de asemenea antrenor individual și al lui Julianne McNamara, medaliata cu aur la paralele. După aceste succese, Béla Károlyi a cumpărat sala de sport din Houston și a atras multe dintre gimnastele de top ale țării. A primit și un contract de sponsorizare din partea McDonald's pentru a avea logo-ul lor auriu ca parte a designului mânecilor pe ținutele echipei sale.
În 1988, soția lui Béla, Marta Károlyi, a fost numită antrenor asistent al lotului național care era condus de Don Peters.
Béla Károlyi a devenit antrenor principal pentru Jocurile Olimpice de vară din 1992 unde lotul Statelor Unite a încheiat pe locul trei în concursul pe echipe, iar Shannon Miller a obținut două medalii de argint și două de bronz.
În 1996, la Jocurile Olimpice de vară de la Atlanta, Statele Unite câștigă în premieră titlul pe echipe, iar Shannon Miller obține aurul la bârnă.
Károlyi s-a retras din antrenor după Jocurile Olimpice din 1996. El și Márta au mers la ferma și tabăra lor de gimnastică din New Waverly, Texas. În 1997, Bela a fost inclus în Internațional Gymnastics Hall of Fame.
Echipa Statelor Unite a cunoscut un declin în următorii ani, părăsind Campionatele Mondiale din 1997 și 1999 fără vreo medalie. După Campionatele Mondiale din 1999, USA Gymnastics a încercat să-și reînnoiască programul, angajându-l pe Károlyi drept coordonator al echipei naționale. Károlyi a cerut ca toți membrii echipei naționale să participe la tabere frecvente și istovitoare la ferma sa, la nord de Houston. Unele sportive au declarat că erau supuse unui stres considerabil, iar tensiunea a crescut până la punctul în care gimnastele au protestat deschis împotriva lui Károlyi. La Jocurile Olimpice din 2000, echipa SUA s-a clasat inițial pe locul patru, dar echipa chineză a avut o sportivă sub limita de vârstă, așa că lotul SUA a primit în cele din urmă medaliile de bronz în 2010.
În 2001, Marta Károlyi a fost selectată pentru funcția de coordonator al echipei naționale. Deși a păstrat unele aspecte ale programului soțului ei, cum ar fi sistemul taberelor de antrenament, ea a redus frecvența taberelor. Între 2001 și 2007, echipa feminină americană a câștigat un total de 34 de medalii la Campionatele Mondiale și la competiția olimpică. Între 2001 și 2016, au câștigat cinci titluri de echipă la Campionatele Mondiale (2003, 2007, 2011, 2014 și 2015) și două titluri olimpice pe echipe (2012, 2016).

## În afara sportului
La alegerile legislative din 2008 Béla Károlyi a fost candidatul UDMR pentru un mandat de senator în colegiul uninominal care cuprinde America de Nord, America de Sud, Orientul Mijlociu, Asia, Australia și Noua Zeelandă.

## Distincții
- Ordinul Muncii clasa I (18 august 1976) „pentru rezultatele deosebite obținute la Jocurile olimpice de vară de la Montreal – 1976, precum și pentru contribuția adusă la dezvoltarea activității sportive și la creșterea prestigiului sportului românesc pe plan internațional”[10]

## Cărți
- Károlyi, Béla și Nancy Ann Richardson. Feel No Fear: The Power, Passion, and Politics of a Life in Gymnastics. ISBN 0-7868-6012-X
- Móra, László: „Károlyi Béla – Dikta-torna”. ISBN 978-615-80135-9-8, Budapesta 2016

## Legături externe
- Karolyi's Camp Arhivat în 19 octombrie 2016, la Wayback Machine.